# Liste neuzeitlicher Pyramiden
Die Liste neuzeitlicher Pyramiden verzeichnet pyramidenförmige Bauwerke der Neuzeit (etwa ab 1600) weltweit.

## Liste
| Land                   | Pyramide                                                                | Ort | Entstehungszeit            | Anmerkungen | Abbildung         |
| ---------------------- | ----------------------------------------------------------------------- | --- | -------------------------- | --- | ----------------- |
| Ägypten                | Marseille-Pyramide                                                      | El-Alamein | 1989                       | Inschrift: „Hier starb unbesiegt Hans-Joachim Marseille am 30. September 1942“ |                   |
| Albanien               | Pyramide von Tirana                                                     | Tirana | um 1985                    | ehemaliges Enver-Hoxha-Mausoleum |                   |
| Australien             | Pyramide von Ballandean                                                 | Ballandean | 2006                       | Errichtet von Landwirt Ken Stubberfield, 15 m hoch. |                   |
| Australien             | Tropenhaus im Royal Botanic Gardens                                     | Sydney |                            | |                   |
| Deutschland            | Glaspyramide Altenburg (Firma OKM)                                      | Altenburg | 2010–2014                  | mit Obelisken und Pharaonenstatuen, Leipziger Str. 83a / Julius-Zinkeisen-Str. 7, besichtigbar am Tag der offenen Tür |                   |
| Deutschland            | Autobahnkirche                                                          | Baden-Baden |                            | Steht an der Autobahnraststätte Baden-Baden an der A5 |                   |
| Deutschland            | Denkmal für die im Ersten Weltkrieg Gefallenen des Personals            | Bedburg-Hau | 1920er Jahre               | Auf dem Gelände der LVR-Klinik Bedburg-Hau, Nördlicher Rundweg, neben der Kirche |                   |
| Deutschland            | Die Pyramide                                                            | Berlin | 1994–1995                  | Hochhaus |                   |
| Deutschland            | Tetraeder                                                               | Bottrop | 1995                       | Auf der Halde Beckstraße. |                   |
| Deutschland            | Ehrenmal zu Ehren der gefallenen Soldaten des Ersten Weltkrieges        | Bremerhaven | um 1920                    | auf dem Bremerhavener Friedhof in Wulsdorf |                   |
| Deutschland            | Landpyramide                                                            | Cottbus |                            | Im Branitzer Park gelegen, als Begräbnisstätte für Fürst Pücklers Frau Lucie geplant |                   |
| Deutschland            | Seepyramide                                                             | Cottbus |                            | Begräbnisstätte Fürst Pücklers und seiner Frau Lucie im Branitzer Park |                   |
| Deutschland            | Geologische Pyramide                                                    | Crailsheim |                            | |                   |
| Deutschland            | Merck-Pyramide                                                          | Darmstadt | 1996                       | Eingangshalle der Merck KGaA; abgerissen 2014 |                   |
| Deutschland            | Mausoleum des Grafen Ernst zu Münster                                   | Derneburg | 1839                       | Grab von Graf Ernst zu Münster |                   |
| Deutschland            | Kirche Hl. Erstmärtyrer und Erzdiakon Stefan                            | Essen-Stoppenberg | 1976–1982                  | erbaut als römisch-katholische St.-Anno-Kirche, seit 2008 serbisch-orthodox |                   |
| Deutschland            | Hotel-Pyramide Fürth                                                    | Fürth | 1994                       | |                   |
| Deutschland            | Pyramide Garzau                                                         | Garzau-Garzin | 1784                       | Pyramide des Grafen Friedrich Wilhelm Carl von Schmettau im ehemaligen Landschaftsgarten Garzau |                   |
| Deutschland            | Schützenberg-Pyramide                                                   | Gotha |                            | |                   |
| Deutschland            | Studnitz-Pyramide                                                       | Gotha | nach 1779                  | Grab und Denkmal für den Oberhofmarschall Hans Adam von Studnitz (1711–1788) |                   |
| Deutschland            | Bülow-Pyramide                                                          | Großbeeren | 1906                       | Gedenkpyramide für die Schlacht bei Großbeeren von 1813 |                   |
| Deutschland            | Grabpyramide für die Familie von Klencke                                | Hämelschenburg | 1855                       | Architekt: Georg Ludwig Friedrich Laves |                   |
| Deutschland            | Pyramide in Wilhelmsbad                                                 | Hanau-Wilhelmsbad |                            | |                   |
| Deutschland            | Restaurant Ginkgo                                                       | Hannover |                            | |                   |
| Deutschland            | Lehrinstitut für Akupunkt-Massage                                       | Heyen |                            | |                   |
| Deutschland            | Grabpyramide des Grafen Franz Ludwig von Helmstatt                      | Hochhausen | 1844                       | Grabmal von Franz Ludwig von Helmstatt, in der Nähe des Finkenhofs |                   |
| Deutschland            | Karlsruher Pyramide                                                     | Karlsruhe | 1807 / 1825                | Denkmal über dem Grab des Stadtgründers Markgraf Karl-Wilhelm |                   |
| Deutschland            | Cestius-Pyramide                                                        | Kassel | ca. 1775                   | Nachbau der Cestius-Pyramide, im Bergpark Wilhelmshöhe, Kantenlänge 6 m |                   |
| Deutschland            | Marceau-Denkmal                                                         | Koblenz | 1818                       | Ursprünglich 1797 errichtet, 1817 abgebrochen und 1818 neu errichtet. Später entstand um das Grabmal herum ein Friedhof für verstorbene französische Soldaten. Adresse: Am Franzosenfriedhof 2, Koordinaten: 50°22'25.4"N 7°35'31.2"E |                   |
| Deutschland            | Fürstendenkmal Langenrehm                                               | Langenrehm | 1911                       | kleiner Tetraeder aus Granitsteinen |                   |
| Deutschland            | Monument des Eisens (abgerissen), Architektenbüro Taut & Hoffmann       | Leipzig, nahe Alter Messe                                                                                             | 1913                       | in Art einer Stufenpyramide, Teil der Internationalen Baufachausstellung 1913 |                   |
| Deutschland            | Grab von Renate und Roger Rössing auf dem Leipziger Südfriedhof.        | Leipzig-Probstheida                                                                                                   | 2005/06                    | |                   |
| Deutschland            | Grabpyramide der Gräfin von Eberstein                                   | Leipzig-Schönefeld | 1883                       | Erbaut von Constantin Lipsius |                   |
| Deutschland            | Gletschersteinpyramide                                                  | Leipzig-Stötteritz | 1903                       | Aus Geschiebe-Steinen errichtet |                   |
| Deutschland            | Grabpyramide derer von Capellan                                         | Lüderbach |                            | |                   |
| Deutschland            | Mausoleum des Grafen Carl Heinrich August von Lindenau                  | Machern | 1792                       | Mausoleum des Grafen Carl Heinrich August von Lindenau im Macherner Schlosspark; Basislänge: 13 m, Höhe: 11,45 m. |                   |
| Deutschland            | Pyramide Mainz                                                          | Mainz | 2015                       | Event-Location |                   |
| Deutschland            | Sauerland-Pyramiden                                                     | Meggen | 2005                       | |                   |
| Deutschland            | Leo-Sympher-Denkmal                                                     | Minden |                            | |                   |
| Deutschland            | Media-Markt-Pyramide                                                    | Oldenburg | 1998                       | Laden des Media-Markts im Gewerbegebiet Wechloy |                   |
| Deutschland            | Ehrenmal für gefallene Soldaten des Schwarzwaldvereins                  | Pforzheim | 1922                       | [ 5 ] |                   |
| Deutschland            | Pyramide im Neuen Garten                                                | Potsdam | 1792                       | Pyramide im Neuen Garten. Unterhalb der Pyramide befindet sich ein 5 m tiefer, dreistöckiger Keller, der früher als Eiskeller zum Frischhalten von Lebensmitteln diente. |                   |
| Deutschland            | Grabpyramide des Prinzen Heinrich von Preußen                           | Rheinsberg | 1800–1801                  | Grab von Prinzen Heinrich von Preußen (1726–1802). Pyramide im Stil einer künstlichen Ruine im Schlosspark Rheinsberg |                   |
| Deutschland            | Kolumbarium auf dem Neuen Friedhof                                      | Rostock | 2008                       | Kolumbarium in Form einer steilen, abgebrochenen Pyramide. |                   |
| Deutschland            | Pyramide von Rothensehma                                                | Sehmatal-Rothensehma                                                                                                  | 1916                       | (freie) Nachbildung der Cheops-Pyramide in Ägypten |                   |
| Deutschland            | Mausoleum des Grafen Wilhelm Friedrich Ernst zu Schaumburg-Lippe        | Schaumburger Wald | 1777                       | Mausoleum des Grafen Wilhelm Friedrich Ernst zu Schaumburg-Lippe, ein kleines pyramidenförmiges Mausoleum beim Jagdschloss Baum |                   |
| Deutschland            | Knickpyramide                                                           | Schneverdingen |                            | Nachbau der Knickpyramide in Dahschur, Ägypten |                   |
| Deutschland            | Obentrautdenkmal                                                        | Seelze | 1630                       | Denkmal zu Ehren des Reitergenerals Hans Michael Elias von Obentraut | Obentraut-Denkmal |
| Deutschland            | Gefallenendenkmal                                                       | Sögel |                            | |                   |
| Deutschland            | Gefallenendenkmal                                                       | Steimbke-Sonnenborstel                                                                                                |                            | |                   |
| Deutschland            | Pyramide Stockelsdorf                                                   | Stockelsdorf | 2002                       | Ganzdachgebäude mit dreieckiger Basis zur Gastronomischen Nutzung, steht seit Herbst 2023 leer und ist vom Abriss bedroht. |                   |
| Deutschland            | Neue Zentralbibliothek                                                  | Ulm | 2004                       | Glaspyramide |                   |
| Deutschland            | Bening-Pyramide                                                         | Wilhelmshaven |                            | [ 7 ] |                   |
| Deutschland            | Fluch des Pharao                                                        | Zwenkau | 2003                       | Wildwasserbahn im Freizeitpark Belantis, 31 m hoch |                   |
| Deutschland            | Glaspyramide                                                            | Zwiesel |                            | |                   |
| Finnland               | Gewächshäuser im botanischen Garten                                     | Oulu |                            | zwei pyramidenförmige Gewächshäuser der Universität Oulu |                   |
| Frankreich             | Grabmal                                                                 | Besançon |                            | Pyramidenförmiges Grabmal auf dem jüdischen Friedhof |                   |
| Frankreich             | Grabmale                                                                | Bordeaux | um 1900                    | zwei pyramidenförmige Grabmale auf dem Friedhof Cimetière de la Chartreuse |                   |
| Frankreich             | Denkmal für Auguste Mariette                                            | Boulogne-sur-Mer | 1882                       | Denkmal zur Erinnerung an den Ägyptologen Auguste Mariette |                   |
| Frankreich             | Pyramide von Falicon                                                    | Falicon | 18./19. Jahrhundert        | |                   |
| Frankreich             | Glaspyramide im Innenhof des Louvre                                     | Paris | 1985–1989                  | |                   |
| Frankreich             | Grabmal                                                                 | Schiltigheim | um 1900                    | Pyramidenförmiges Grabmal auf dem Alten Friedhof (fr: Ancien Cimetière) in Schiltigheim, Passage du Cimetière, Koordinaten: 48°36'28.5"N 7°44'43.1"E |                   |
| Indien                 | Pyramid Valley                                                          | Kanakapura | um 2003                    | Meditationszentrum |                   |
| Italien                | Mausoleum                                                               | Macerata | um 1900                    | Pyramidenförmiges Mausoleum auf dem Friedhof von Macerata, flankiert von zwei Sphingen, Adresse: Via Vincenzo Pancalducci 5, Koordinaten: 43°17'38.9"N 13°27'56.8"E |                   |
| Italien                | Mausoleum der Familie Giuseppe Bruni                                    | Mailand | 1876                       | auf dem Cimitero Monumentale, Architekt und Bildhauer Giulio Monteverde, Koordinaten: 45°29'18.9"N 9°10'39.9"E |                   |
| Italien                | Mausoleum von Edicola Vogel                                             | Mailand | 1901–1902                  | auf dem Cimitero Monumentale, Architekt: Egidio Mazzucchelli, Koordinaten: 45°29'12.9"N 9°10'42.4"E |                   |
| Italien                |                                                                         | |                            | auf dem Cimitero Monumentale |                   |
| Italien                |                                                                         | |                            | auf dem Cimitero Monumentale |                   |
| Italien                | Mausoleum der Familie Vitalucci                                         | Perugia | 1892                       | Pyramidenförmige Kapelle der Familie Vitalucci auf dem Cimitero Monumentale von Perugia |                   |
| Italien                | Mausoleum von Beniamino Gigli                                           | Recanati | um 1900                    | Pyramidenförmiges Mausoleum von Beniamino Gigli auf dem Friedhof von Recanati, flankiert von zwei Bronzefiguren, Adresse: Via Cupa Madonna Di Varano 25, Koordinaten: 43°24'13.3"N 13°33'29.8"E |                   |
| Italien                | Mausoleum                                                               | Turin | um 1900                    | Pyramidenförmiges, fast schon obeliskförmiges Grabmal auf dem Cimitero Monumentale di Torino, Adresse: Corso Novara 135, Koordinaten: 45°04'50.2"N 7°42'26.4"E |                   |
| Kanada                 | Erinnerungspyramide                                                     | Beechey-Insel |                            | Zur Erinnerung an die Franklin-Expedition. |                   |
| Kasachstan             | Pyramide des Friedens und der Eintracht                                 | Astana | 2004–2006                  | 77 m hohes Gebäude, in dem unter anderem ein Opernhaus untergebracht ist. |                   |
| Mauritius              | Pyramiden von Plaine Magnien                                            | Plaine Magnien | 1944                       | Sieben kleine Stufenpyramiden. |                   |
| Niederlande            | Pyramide von Austerlitz                                                 | Woudenberg | Herbst 1804                | |                   |
| Österreich             | Pyramide Vösendorf                                                      | Vösendorf | 1983                       | Hotel und Veranstaltungszentrum von Austria Trendhotel. Architekt Franz Wojnarowski. |                   |
| Österreich             | Pyramide auf dem Vomperberg                                             | Vomp | Mitte des 20. Jahrhunderts | Grabstätte von Abd-ru-shin |                   |
| Philippinen            | Pyramid of Asia                                                         | Cabanbanan, Manaoag, Pangasinan                                                                                       |                            | |                   |
| Polen                  | Pyramide in Rapa                                                        | Rapa | 1811                       | Grabstätte |                   |
| Polen                  | Grabstätte der Familien Eben und Mohring                                | Rożnów | 1780                       | Grabstätte der Familien Eben und Mohring |                   |
| Schweiz                | Pyramidenplatz neben der Elisabethenkirche                              | Basel | 1975                       | Lichtkuppeln des Theaters Basel |                   |
| Schweiz                | Ferrohaus / Klinik Pyramide am See                                      | Zürich | 1970                       | Bau von Justus Dahinden |                   |
| Spanien                | Pyramiden von Güímar                                                    | Teneriffa (Güímar) | 19. Jahrhundert            | Steinlesehügel mit astronomischer Ausrichtung |                   |
| Ukraine                | Sakrewski-Pyramide                                                      | Beresowa Rudka |                            | Grabstätte von Gnat Platonowitsch Sakrewski |                   |
| Ukraine                | Bilewitsch-Pyramide                                                     | Komendantiwka |                            | Grabstätte der Familie Bilewitsch mit angeschlossener Kirche |                   |
| Vereinigtes Königreich | Blickling Park Mausoleum                                                | Blickling | 1797                       | Grabstätte von John Hobart, 2. Earl of Buckinghamshire und seiner beiden Frauen |                   |
| Vereinigtes Königreich | Mausoleum von John Fuller                                               | Brightling | 1811                       | John Fuller baute sich seine rund 8 m hohe Pyramide 23 Jahre vor seinem Tod. |                   |
| Vereinigtes Königreich | Devizes Pyramid                                                         | Devizes | 2008                       | dreiseitige Pyramide |                   |
| Vereinigtes Königreich | Killigrew Monument                                                      | Falmouth | 1738                       | |                   |
| Vereinigtes Königreich | Mackenzie Monument                                                      | Liverpool St. Andrew Kirchhof (en: St. Andrew’s churchyard), 5-7 Rodney Street, Koordinaten: 53°24'10.0"N 2°58'21.5"W | 1868                       | Grabstätte von William Mackenzie (1794–1851) |                   |
| Vereinigtes Königreich | Mausoleum von Francis Charteris                                         | Longniddry | um 1800                    | Grabstätte von Francis Charteris, 7. Earl of Wemyss, Gosford House. |                   |
| Vereinigtes Königreich | Burton Pyramid                                                          | St Leonards-on-Sea | etwa 1837                  | [ 10 ] |                   |
| Vereinigte Staaten     | Mausoleum von Peter Schoenhofen                                         | Chicago | um 1900                    | Pyramidenförmiges Mausoleum des Brauereibesitzers Peter Schoenhofen auf dem Graceland Cemetery. Es ist angelehnt an das Mausoleum der Familie Giuseppe Bruni auf dem Cimitero Monumentale in Mailand (Architekt und Bildhauer: Giulio Monteverde), ist jedoch etwas steiler, die Tür ist anders und die linke Figur ist eine andere (hier ein Engel). |                   |
| Vereinigte Staaten     | The Luxor Hotel                                                         | Las Vegas | 1991–1993                  | 104 m hoch |                   |
| Vereinigte Staaten     | Walter Pyramid                                                          | Long Beach | 1994                       | |                   |
| Vereinigte Staaten     | Memphis Pyramid                                                         | Memphis | 1991                       | von 2001 bis 2004 Heimstadion der Memphis Grizzlies |                   |
| Vereinigte Staaten     | Pyramide der Familie Brunswig auf dem Metairie Cemetery                 | New Orleans | um 1900                    | Es ist annähernd eine Kopie des Mausoleums der Familie Giuseppe Bruni auf dem Cimitero Monumentale in Mailand (Architekt und Bildhauer: Giulio Monteverde). |                   |
| Vereinigte Staaten     | Pyramide auf dem Homewood Cemetery                                      | Pittsburgh | um 1900                    | |                   |
| Vereinigte Staaten     | Steinpyramide („Confederate Women Memorial“) auf dem Hollywood Cemetery | Richmond | um 1900                    | |                   |
| Vereinigte Staaten     | Summum Pyramid                                                          | Salt Lake City | 1977–1979                  | Ein Tempel der Summum-Religion |                   |
| Vereinigte Staaten     | Transamerica Pyramid                                                    | San Francisco | 1969–1972                  | 260 m hoher Wolkenkratzer in Pyramidenform |                   |
| Vereinigte Staaten     | Ames Monument                                                           | Laramie, Albany County                                                                                                | 1880                       | |                   |